# Émile Moreau
Émile Moreau (Yonne, 8 dicembre 1852 – Yonne, 27 dicembre 1922) è stato un commediografo e sceneggiatore francese.
Insieme a Victorien Sardou, scrisse nel 1893 le commedie Madame Sans-Gêne e Cleopatre. Entrambi i lavori vennero adattati per lo schermo. Scrisse anche il testo del lavoro teatrale Les Amours de la reine Élisabeth. 
Nel 1909, firmò la sceneggiatura di L'Évasion de La Valette, un cortometraggio prodotto dalla Pathé Frères.

## Filmografia
- Madame Sans-Gêne, regia di Viggo Larsen (1909)
- L'Évasion de La Valette - sceneggiatura (1909)
- Madame Sans-Gêne, regia di Léonce Perret (1924)